# Asiocoleídeos
Asiocoleídeos (Asiocoleidae) é uma extinta família monotípica de coleópteros.

## Gênero
- Asiocoleus Rohdendorf, 1961